# Gunlød
Gunlød er i nordisk mytologi jætten Suttungs smukke datter. Hun bliver sat til at vogte skjaldemjøden, som Suttung gemmer i en hule i Hnitbjerget i Udgård.
Guden Odin vil eje skjaldemjøden og sniger sig i slangeskikkelse ind igennem en sprække til hulen og Gunlød. Her forfører han hende og tømmer hele tønden med mjød. Lettere beruset forvandler han sig til en ørn og flakser tilbage mod Asgård. Suttung flyver straks efter ham, men når ikke at indhente ham, inden han er langt over Asgårds mure og har gylpet mjøden op.
I en anden version får Odin hjælp af Suttungs bror Bauge til at få adgang til Gunlød. I den version er mjøden opbevaret i Son, Boden og Odrører. Se Odin stjæler skjaldemjøden.